# 櫻井昭悳
桜井 昭悳（さくらい あきのり、1845年3月22日（弘化2年2月15日） - 1917年（大正6年）2月16日）は日本基督教会の牧師である。
神官宇都宮若狭の長男として、伊予国喜多郡若宮村（現愛媛県大洲市若宮）に生まれる。神官になるのを嫌い、上京する。海軍に入隊し、海軍少尉に昇進する。
1872年に平野ちかと結婚する。妻の感化でキリスト教に入信する。1876年にディビッド・タムソンより洗礼を受ける。
海軍を辞め、北海道開拓使の御用船の船員になるが、北海道伝道のために献身し、日本基督教会の牧師になる。函館で開拓伝道を行った。
その頃、東京で桜井女学校を開いていた妻ちかが、函館女子師範学校の英語教師になり、共に伝道をする。1883年12月7日に函館相生教会（現・日本キリスト教会函館相生教会）が設立される。しかし、翌年1884年には病気になり、郷里の大洲町で療養する。大洲町で伝道をして、大洲教会の基礎を築いた。1890年大洲教会を辞任し、大坂で伝道をする。
妻ちかが東京で桜井塾を始めるときに上京し、本郷で開拓伝道を行う。
東京では日本基督教会の指導者植村正久と確執のために、日本基督教会を離脱し、内村鑑三と交流を持った。